# Paroster plutonicensis
Paroster plutonicensis är en skalbaggsart som först beskrevs av Watts och William F. Humphreys 2003.  Paroster plutonicensis ingår i släktet Paroster och familjen dykare. Inga underarter finns listade i Catalogue of Life.